# Esenbeckia cuspidata
Esenbeckia cuspidata là một loài rêu trong họ Pterobryaceae. Loài này được Mitt. mô tả khoa học đầu tiên năm 1856.